# Операција Мачва
Операција Мачва или Операција чишћења лука Сава — Дрина је била велика немачка операција против устаничког жаришта у области Мачве и Шапца, током устанка у Србији 1941. године.
Операција је трајала од 26. септембар до 10. октобар 1941. године. Немци су за операцију одвојили знатне снаге и проводили је са беспримерном суровошћу и безобзирношћу. У свом наступању 342. пешадијска дивизија Вермахта прегазила је партизане и четнике који су им се нашли на путу, безобзирно уништавајући цивилно становништво.
Био је то увод у операције познате под називом прва непријатељска офанзива.

## Позадина
Док су устаничке снаге нападале Шабац и држале Мачванску Митровицу у блокади, Немци су вршили припреме за своју прву офанзиву у Србији и довукли јаке снаге према Шапцу и Митровици. 13. септембра 1941. године заповедник немачких оружаних снага на Југоистоку, фелдмаршал Вилхелм Лист, послао је телеграм немачкој врховној команди о узнемиравајућем развоју ситуације у Србији и захтева енергичне мере. Предлаже „чврсто и јединствено вођење операција” као и да сва извршна власт, укључујући и командовање немачким трупама, буде обједињена у једном човеку. Као најпогоднију личност за то предлаже генерала пешадије Франц Бемеа који је „одличан познавалац прилика на Балкану”. Он каже:
За извођење борбених операција ни у ком случају нису довољне немачке снаге у Србији, па ни довођење ојачаног 125. пешадијског пука... Стога сам присиљен, иако сам свестан опште ситуације, да предложим хитно додељивање најмање једне ефикасне оперативне дивизије појачане тенковима.
На овај захтев, Хитлер одговара наредбом од 16. септембра 1941. године:
»1) Стављам у дужност заповеднику оружане силе на Југоистока генерал-фелдмаршалу Листу да угуши устанички покрет на простору Југоистока. Пре свега ради се о томе да се у српској области осигурају саобраћајне линије и објекти важни за немачку ратну привреду, а потом да се најоштријим мерама за дуже времена успостави поредак...
2) За све време спровођења ових задатака стављају се све војне јединице, које се налазе у крајевима устанка и оне које ће се накнадно довести, под команду команданта XВИИИ арм(ијског) корпуса генерала пешадије Бöхмеа. Једино он има извршну власт у крајевима устанка, у духу упутства заповедника оружане силе на Југоистоку.

3) Врховна команда војске упутиће на српску територију, сем даљих посаднах трупа (исто као и у Хрватској), најпре једну пешадијску дивизију, оклопне железничке возове и трофејне тенкове, а извршиће припреме за довођење, у случају потребе, још једне дивизије, чим таква једна буде слободна на Источном фронту...«
Генерал Франц Беме „опуномоћени генерал за Србију” издао је 24. септембра 1941. године „Заповест за чишћење лука Саве”, који предвиђа уништавање насеља и становништва:
Сва лица која учествују у борби ма у ком виду, имају се сматрати за герилце и као такве третирати.
Имају се спалити сва насеља из којих се, или из чије се околине пуца на немачке трупе, или у чијој се близини буде нашло оружје или муниција.
Све мушко становништво од 15—60 год(ина) похватати и за први мах упутити у сабирне логоре за заробљенике које ће уредити' дивизија. Оно ће се доцније употребити по отсецима за радове, нарочито за сечење кукуруза по пољима дуж друмова, као и за прикупљање летине.
Целокупно женско становништво од првог дана користити за исте радове или присилити за друге радове.
По нарочитом наређењу имају се заробљеници отправити у нарочите концентрационе логоре северно од Саве које ће устројити заповедник Србије; женско становништво потиснути према југу ка Церу, а села и салаше спалити, чувајући при томе прикупљену жетву.

Сва стока има се стално прикупљати у товаре које ће уредити дивизија непосредно на обема обалама Саве.
Беме је за циљ операције одредио поседање Шапца.

## Ток операције

### Поседање Шапца
Немци су на простору Шапца, Сремске и Мачванске Митровице имали 342. пешадијску дивизију састава: 687, 688. и 689. пешадијски пук, 342. артиљеријски пук, 342. извиђачки батаљон и друге приштапске и допунске јединице. Уз то су били појачани батаљоном 100. тенковске бригаде и са око 20 штука. Немци су имали око 40 000 војника. Бројни однос немачких снага према партизанским био је 20:1 у корист Немаца.
Шабац је затворен за сваки цивилни саобраћај од почетка акције до даљег наређења, а долазак у Шабац требало је спречити оружјем. Беме је одобрио да се мушкарцима приликом хватања и спровођења дозволи да понесу огртач, ћебе, порцију с кашиком и своју храну, а новац и остали предмети да се одузму. Претходно је становништву Шапца, окупљеном лупањем у добоше и канте на појединим местима у граду, саопштено немачко наређење, да се сви мушкарци од 14 до 70 година искупе на одређеним местима, ради пријављивања окупационим властима; ко не дође и не пријави се — биће убијен као одметник. У исто време су немачки војници у пратњи усташа, фолксдојчера и белогардејаца почели од периферије града да врше претрес, улицу по улицу, кућу по кућу. При томе су извршили многобројна убиства, не само мушкараца, него и жена и деце, палили куће, пљачкали и пустошили. Опљачкано је, спаљено и порушено 780 домова. Убијено је око 50 лица. Ухваћено је око 4.000 људи, који су привремено смештени у сабирни логор западно од шабачког моста.
„При поседању хемијске фабрике није се наишло на непријатеља, а исто тако у почетку ни при претресу фабричке колоније. Са прикривене пољане јужно и југозападно од колоније непријатељ је у 16,00 ч. отворио живу пушчану ватру на трупе у колони, на коју је одговорено јаком артиљериском, противтенковском, митраљеском и пушчаном ватром.

Сад држимо Шабац, хемијску фабрику и колонију; акција ће се сутра продужити".— Nemački izveštaj o toku operacije
Одмах по пријему извештаја 342. дивизије о чишћењу Шапца генерал Беме је послао извештај фелдмаршалу Листу:
„Безобзирним мерама против главне устаничке области у луку Саве поново је враћен углед немачке оружане силе. Створен застрашујући пример... Шабац се од 24. IX „расељава".
По извештајима Штаба 342. дивизије сопствени губици трупе били су 5 рањених и 1 „фолксдојчер” убијен. Становника Шапца, према немачким изворима, укупно је стрељано 47, а 4.410 ухапшено. У борбама око Шапца и у повлачењу погинуло је и рањено преко 50 партизана.

### Крвави марш
До 26. септембра 342. дивизија је устројила концентрациони логор код села Јарка у Срему. На крају села, лево од пута Шабац — Рума, једна чиста пољана ограђена је бодљикавом жицом, са неколико кула-осматрачница на угловима, на којима су били постављени стражари са митраљезима. Шапчани су постројени у колону по 5 и усиљеним маршем спроведени за Јарак. Пут од 23 километра пређен је за 4 часа, те је скоро цела колона, а нарочито зачеље, прешла овај пут у трку. Немачки војници и усташе-спроводници колоне ишли су на колима, коњима или бициклима. Изнемогле, болесне и неспособне Шапчане, који су падали од умора или заостајали, спроводници су успут све поубијали. После вишедневног мучења жеђу, глађу и батинањем, Немци су „расељене” Шапчане вратили у Шабац 30. септембра, али поново у логор у шабачкој јужној касарни. Мештани села Јарка су издејствовали код команде концентрационог логора да похапшеним Шапчанима могу пружити помоћ. Вода, коју су им сељаци из Јарка на колима доносили од 28. септембра, била је намученим људима драгоцена као крв, као сам живот.

### Чишћење Мачве
У петак, 26. септембра, мањи делови 342. дивизије су око 16 часова кренули у напад у циљу насилног извиђања из Шапца, према Мајуру и Табановићу, док је ескадрила штука бомбардовала и митраљирала Богосавац, Варну, Цуљковић, Слатину, Врањску и коту 105 јужно од Шапца. Успут су имали мање сукобе са борцима Мачванског одреда.
У недељу, 28. септембра, немачка 342. пешадијска дивизија, ојачана тенковским јединицама, уз подршку авијације, отпочела је „чишћење лука Саве”. Око пет часова ујутру ескадрила од 12 „штука” први пут је надлетела партизанске положаје око Мачванске Митровице и села Салаш Ноћајски, Ноћај и Засавицу. Иста ескадрила надлетала је у неколико наврата пут Шабац — Прњавор, бомбардовала и митраљирала села на друму, затим Липолист, Богосавац и Поцерски Добрић. Бомбардовањем су нанесене велике материјалне штете и изазван ужасан страх и пометња у селима. Становништво се разбегло у поља и шуме, носећи малу децу и нешто најнеопходнијих ствари. У рану зору из Руме је кренуо оперативни део Штаба 342. дивизије и у 6,15 часова стигао у Шабац. Тачно у 6,45 часова, непосредно иза првих таласа авијације, пошле су у напад групе 698. и 699. пука, у више праваца. Са тенковима на челу јединице 698. пука удариле су правцем Камичак — Табановић. После продора 698. пука у Табановић, једна колона се одвојила и од Мајурских ливада ударила преко поља Белајевца према Штитару. У „малој хроници” Штитара записано је да је нека партизанска јединица водила борбу с Немцима испред Штитара и да је „том приликом уништен један немачки тенк”, а такође и у извештају 342. дивизије стоји да су устаници пружили отпор код Штитара.
Трећи батаљон 698. пука, који је тог јутра предао обезбеђење Шапца 2. батаљону 750. пука, имао је задатак да заузме Мајур. Иза моторизоване претходнице, једна чета 3. батаљона упутила се преко Камичка према Мајуру. Испред сеоског раскршћа челни мотоцикли и тенк налетели су на мину. Мотоцикл је одлетео у ваздух, а тенк оштећен. По сећању Павла Мицића, неке четничке и партизанске јединице пружиле су Немцима отпор код мајурског гробља и ту су „у борби са њима (Немцима) изгинули многи четници и многи партизани”.
Немачка колона, са око 20 тенкова на челу, иза којих је наступала пешадија, избила је око 10 часова пред село Слепчевић, у правцу улице која од друма Лозница — Шабац продужава право на исток. Неке јединице Церског четничког одреда такође су одступале пред непријатељем од мајурског гробља и Ливада у правцу Слепчевић — Дуваниште. Вукошићка чета Церског четничког одреда је одступала до Дуваништа и ту је имала прво пушкарање с Немцима". И четници су се у току дана повукли на Цер. У одступању од Мајура до Слепчевића, и после борбе у Слепчевићу, појединци и мање групе партизана из чета Мачванског батаљона одвајали су се и повлачили у разним правцима. Неки су напуштали Одред и одлазили да траже своје породице. Првог дана акције чишћења Мачве јединице 342. дивизије достигле су и запоселе села на изломљеној линији: Равње — Раденковић — Глушци — Узвеће — Шеварице — М. Причиновић — Белотић — Дуваииште — Богосавац — Јевремовац.
После два и по дана акције, Штаб 342. дивизије констатовао је да је подухват у оперативном смислу био ударац у празно:
„Према изјавама заробљеника, а што потврђују и заплењене комунистичке заповести, непријатељ се већ пре неколико дана повукао к југозападу, при чему је извукао храну и злостављао становништво.“
1. октобра немачке јединице 342. дивизије ушле су у Бадовинце, Дубље и Дреновац. 2. октобра, делови 699. пука продрли су у Чокешину, 3. октобра у Ново Село а 4. октобра у Петковицу и Белу Реку, али су у тим селима само вршили „чишћење” и враћали се у Прњавор и Липолист. Штаб дивизије је закључио да је 4. октобра „подухват Мачва” завршен. После тога су трупе остале на дотадашњем смештајном простору и вршиле чишћење територије све до 10. октобра.